# Centralismo democrático

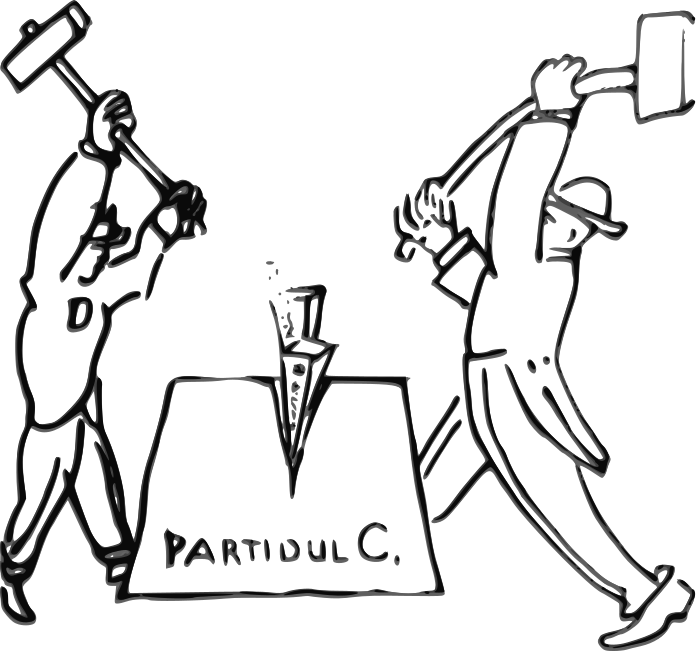
Caricatura antifaccionalista de la sección del exilio del Partido Comunista Rumano, diciembre de 1931

El centralismo democrático es el principio organizativo de la mayoría de los partidos comunistas, en el que las decisiones se toman mediante un proceso de debate vigoroso y abierto entre los miembros del partido y son posteriormente vinculantes para todos. El concepto se asocia principalmente con el marxismo-leninismo y su aplicación a un grupo político o administrativo, como un partido, donde la vanguardia política de revolucionarios del partido practica el centralismo democrático para seleccionar líderes y funcionarios, y determinar y ejecutar políticas.
El centralismo democrático ha estado asociado históricamente no sólo con los partidos marxista-leninistas sino también con los trotskistas, y también ha sido practicada ocasionalmente por partidos socialdemócratas y socialistas democráticos, como el Congreso Nacional Africano de Sudáfrica.
Los académicos debaten si el centralismo democrático se implementó en la práctica y en qué medida en lugares donde nominalmente estaba en vigor, como la Unión Soviética y la República Popular China, y señalan luchas de poder violentas, maniobras políticas turbias, antagonismos históricos y políticas de prestigio personal. Varios Estados socialistas han hecho del centralismo democrático el principio organizativo del Estado en sus estatutos, siendo el principio del poder político el poder unitario.

## En la práctica
En las reuniones del partido, se propone una moción (nueva política o enmienda, meta, plan o cualquier otro tipo de cuestión política). Después de un período de debate, se vota. Si un voto claramente gana (ganando una participación del 60% o más entre dos opciones, por ejemplo), se espera que todos los miembros del partido sigan esa decisión, y no continúen haciendo propaganda o trabajando en contra de ella, con el objetivo de actuar en unidad. En el desarrollo del socialismo en la Unión Soviética y China, se adoptó en gran medida en respuesta a acontecimientos dramáticos y violencia que requirieron mecanismos más rápidos de toma de decisiones. Una constelación de prácticas rodea esto para alentar la participación y el debate, como No culpe al orador.

## La concepción y práctica de Vladímir Lenin
El tratado político ¿Qué hacer? desde 1902 es visto popularmente como el texto fundador del centralismo democrático. En este momento, el centralismo democrático se veía generalmente como un conjunto de principios para la organización de un partido revolucionario de los trabajadores. Sin embargo, el modelo de Vladímir Lenin para tal partido, que él discutió repetidamente como "centralista democrático", fue el Partido Socialdemócrata de Alemania, inspirado en los comentarios del socialdemócrata Jean Baptist von Schweitzer. Lenin describió el centralismo democrático como una "libertad de discusión, unidad de acción".
La doctrina del centralismo democrático sirvió como una de las fuentes de la división entre los bolcheviques y los mencheviques. Los mencheviques apoyaron una disciplina de partido más flexible dentro del Partido Obrero Socialdemócrata de Rusia en 1903 al igual que León Trotski, en Nuestras tareas políticas, aunque Trotski se unió a las filas con los bolcheviques en 1917.
El Sexto Congreso del Partido Obrero Socialdemócrata de Rusia (bolcheviques) celebrado en Petrogrado entre el 26 de julio y el 3 de agosto de 1917 definió el centralismo democrático de la siguiente manera:
- Que todos los órganos directivos del Partido, de arriba abajo, serán elegidos.
- Los órganos de ese partido rendirán cuentas periódicas de sus actividades a sus respectivas organizaciones del partido.
- Que habrá una estricta disciplina del partido y la subordinación de la minoría a la mayoría.
- Que todas las decisiones de los órganos superiores serán absolutamente vinculantes para los órganos inferiores y para todos los miembros del Partido.[8]

Después de la exitosa consolidación del poder por el Partido Comunista después de la Revolución de Octubre y la guerra civil rusa, el liderazgo bolchevique, incluido Lenin, instituyó una prohibición de las facciones en el partido como la Resolución n.º 12 del 10.º Congreso del Partido en 1921. 
Solo en el Décimo Congreso del Partido, reunido en medio del bloqueo y la hambruna, del descontento creciente de los campesinos y de las primeras etapas de la NEP[7] -que había dado rienda suelta a las tendencias pequeñoburguesas- se estudió la posibilidad de recurrir a una medida tan excepcional como la prohibición de fracciones. Se puede considerar que esa resolución del Décimo Congreso obedeció a una necesidad grave. Pero los acontecimientos posteriores dejan absolutamente claro que la prohibición de las fracciones significó el fin del período heroico de la historia bolchevique y abrió el camino hacia su degeneración burocrática.
El Grupo del Centralismo Democrático era un grupo en el Partido Comunista Soviético que defendía diferentes conceptos de democracia partidaria.

## Argumentación
En Acerca de la unidad del Partido, Lenin argumentó que el centralismo democrático evita el faccionalismo. Argumentó que el faccionalismo conduce a relaciones menos amistosas entre los miembros y que puede ser explotado por los enemigos del partido.
En el período de Brézhnev, el centralismo democrático se describió en la Constitución soviética de 1977 como un principio para organizar el estado: "El estado soviético está organizado y funciona según el principio del centralismo democrático, es decir, la elección de todos los cuerpos de autoridad estatal, desde el más alto hasta el más bajo. Los más altos, su responsabilidad ante las personas y la obligación de los cuerpos inferiores de observar las decisiones de los superiores ". El centralismo democrático combina el liderazgo central con la iniciativa local y la actividad creativa y con la responsabilidad de cada organismo estatal y funcionario por el trabajo que se les ha encomendado.

## Práctica soviética
Durante gran parte del tiempo entre la era de Iósif Stalin y la década de 1980, el principio del centralismo democrático significaba que el Sóviet Supremo, aunque nominalmente poseía grandes poderes legislativos, hizo poco más que aprobar decisiones ya tomadas en los niveles más altos del Partido Comunista. Cuando el Sóviet Supremo no estaba en sesión, el Presídium del Sóviet Supremo de la Unión Soviética realizaba sus funciones ordinarias. Nominalmente, si dichos decretos no fueron ratificados por el pleno del Sóviet Supremo, se consideraron revocados. Sin embargo, la ratificación fue generalmente una mera formalidad, aunque ocasionalmente ni siquiera se observó esta formalidad.

## República Popular China
El centralismo democrático también se afirma en el artículo 3 de la presente Constitución de la República Popular China:

Artículo 3. Los órganos estatales de la República Popular de China aplican el principio del centralismo democrático. El Congreso Nacional del Pueblo y los congresos locales del pueblo en diferentes niveles se instituyen mediante elecciones democráticas. Son responsables ante las personas y están sujetos a su supervisión. Todos los órganos administrativos, judiciales y fiscales del estado son creados por los congresos populares de los cuales son responsables y bajo cuya supervisión operan. La división de funciones y poderes entre los órganos estatales centrales y locales está guiada por el principio de dar pleno juego a la iniciativa y el entusiasmo de las autoridades locales bajo el liderazgo unificado de las autoridades centrales.

Esta idea se traduce en la supremacía del Asamblea Popular Nacional, que representa a los ciudadanos de China y ejerce la autoridad legislativa en su nombre. Otros poderes, incluido el poder de nombrar al jefe de Estado y al jefe de Gobierno, también se otorgan a este órgano.

## Vietnam
El Partido Comunista de Vietnam está organizado de acuerdo con el principio leninista del centralismo democrático.